# Lsjbot
Lsjbot là một chương trình tạo bài Wikipedia tự động được nhà khoa học Sverker Johansson phát triển cho Wikipedia tiếng Thụy Điển. Bot này chủ yếu tập trung vào các bài viết về sinh vật sống và các thực thể địa lý như sông, đập và núi hồ.
Theo trang thành viên trên Wikipedia tiếng Thụy Điển, Lsjbot đã hoạt động trong Wikipedia tiếng Thụy Điển, Wikipedia tiếng Cebuano và Wikipedia tiếng Waray. Lsjbot đã tạo ra phần lớn các bài viết Wikipedia trong các phiên bản ngôn ngữ này (tạo 80-99% số bài viết).
Trong năm 2020, Lsjbot chỉ thực hiện các công tác bảo quản trên Wikipedia tiếng Cebuano và không có dự án tạo bài mới lớn nào.

## Lịch sử

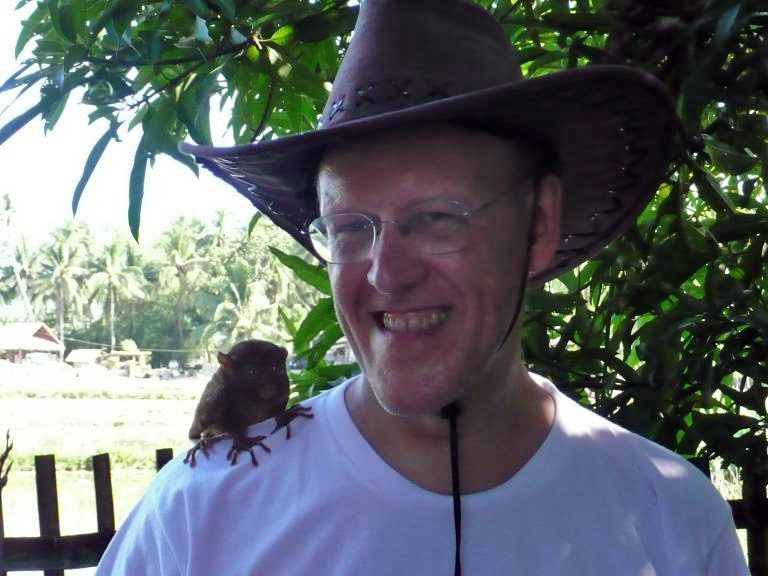
Sverker Johansson, người phát triển Lsjbot chụp ảnh với một con tarsier

Chương trình này đã tạo ra 2,7 triệu bài viết vào năm 2014 (với tốc độ 10.000 bài mỗi ngày) và tạo tổng cộng 9,5 triệu bài vào tháng 1 năm 2019 (với tốc độ 4.000 bài mỗi ngày). 2/3 số bài được tạo xuất hiện trong Wikipedia tiếng Cebuano (ngôn ngữ mẹ đẻ của vợ Johansson); một phần ba còn lại xuất hiện trong Wikipedia tiếng Thụy Điển.
Vào ngày 15 tháng 6 năm 2013, Wikipedia tiếng Thụy Điển đã đạt tới một triệu bài viết và là Wikipedia thứ tám đạt số lượng bài viết một triệu. Các bài viết được tạo ra bởi Lsjbot - tại thời điểm đó đã tạo ra 454.000 bài viết chiếm gần một nửa số bài viết của Wikipedia tiếng Thụy Điển. Lsjbot cũng đã giúp Wikipedia tiếng Thụy Điển trở thành phiên bản Wikipedia thứ nhì đạt được 2 triệu bài viết, sau đó trở thành một trong 4 phiên bản lớn nhất của Wikipedia và chỉ xếp sau Wikipedia tiếng Anh, tiếng Đức và tiếng Cebuano.
Vào tháng 2 năm 2020, Vice báo cáo rằng Lsjbot chịu trách nhiệm cho 24 triệu trong số 29,5 triệu sửa đổi tại Wikipedia tiếng Cebuano, hiện là Wikipedia lớn thứ hai thế giới. Tuy nhiên, Lsjbot không còn tạo các bài viết mới tại Wikipedia tiếng Thụy Điển và Wikipedia tiếng Waray. Sverker Johansson giải thích rằng "các ý kiến đã thay đổi" trong cộng đồng Wikipedia Thụy Điển và các biên tập viên Wikipedia tiếng Waray đã không đồng thuận về việc tạo tự động các bài viết.
Trên Wikipedia tiếng Thụy Điển, kể từ đầu năm 2017, đã có khoảng 900.000 bài viết do Lsjbot tạo đã bị xóa do thiếu nguồn hoặc vì các lý do khác. Ngoài các bài đã bị xóa, tính đến ngày 26 tháng 12 năm 2021, có khoảng 200.000 bài viết đang chờ xóa.
Nhìn chung, bắt đầu từ năm 2017, tốc độ ban đầu là khoảng 20.000 đến 40.000 bài viết do Lsjbot thực hiện bị xóa mỗi năm, nhưng kể từ tháng 7 năm 2020, tốc độ xóa đã tăng lên rất nhiều. Chỉ trong một năm, từ tháng 7 năm 2020 đến tháng 12 năm 2021, Wikipedia tiếng Thụy Điển đã giảm từ 3,72 triệu bài xuống 2,79 triệu bài. Hơn nữa, kể từ tháng 7 năm 2020, tỷ lệ xóa đôi khi vượt quá 5.000 mỗi ngày.

## Trên báo chí
Hoạt động của nó đã tạo ra một số lời chỉ trích, từ những người cho rằng các bài viết còn thiếu nội dung có ý nghĩa và tác động của con người. Tờ Sydney Morning Herald so sánh bot này với Phil Parker, được cho là tác giả được xuất bản nhiều nhất trong lịch sử nhân loại, đã xuất bản hơn 85.000 cuốn sách, mỗi cuốn được hoàn thành trong vòng chưa đầy một giờ sử dụng máy tính. Popular Science đã so sánh bot với thông báo vào tháng 7 năm 2014 của Associated Press rằng họ dự định sử dụng chương trình bot để viết bài. Johansson phản bác các chỉ trích vào các phương pháp của mình bằng cách lưu ý rằng nếu bot không viết bài, những bài viết sẽ được viết bởi những người mọt sách trẻ, da trắng, và phản ánh sở thích của nam giới".